# Köinge socken
Köinge socken  i Halland ingick i Faurås härad, ingår sedan 1971 i Falkenbergs kommun och motsvarar från 2016 Köinge distrikt.
Socknens areal är 27,85 kvadratkilometer, varav 26,93 land. År 2000 fanns här 399 invånare. En del av småorten Ätrafors, väster om Högvadsån, samt kyrkbyn Köinge med sockenkyrkan Köinge kyrka ligger i socknen.  

## Administrativ historik
Köinge socken har medeltida ursprung. Vid kommunreformen 1862 övergick socknens ansvar för de kyrkliga frågorna till Köinge församling och för de borgerliga frågorna till Köinge landskommun. Landskommunen inkorporerades 1952 i Vessigebro landskommun som 1971 uppgick i Falkenbergs kommun. Församlingen uppgick 2006 i Okome församling.
1 januari 2016 inrättades distriktet Köinge, med samma omfattning som församlingen hade 1999/2000.
Socknen har tillhört fögderier och domsagor enligt Faurås härad. De indelta båtsmännen tillhörde Norra Hallands första båtsmanskompani.

## Geografi och natur
Köinge socken avgränsas i öster av Högvadsån. I Nydala kvarn har laxpopulationen studerats sedan 1950-talet. Socknen består av blandad skogs- och åkermark. I nordväst finns sjön Björkasjö som delas med Svartrå socken.
Det finns två naturreservat i socknen: Älmebjär ingår i EU-nätverket Natura 2000 medan Mjällbjär som delas med Sibbarps socken i Varbergs kommun är ett kommunalt naturreservat.
I kyrkbyn Köinge som var Faurås härads tingsställe fanns även ett gästgiveri.
Sedan den danska tiden (före 1645) fanns i Köinge socken byarna: Axtorna 6 ½ mantal, Björka 1 mantal, Domarp 1 mantal, Hakestad 2 ½ mantal, Köinge 6 mantal, Lunnagård 1 mantal, Lustorp 3 mantal, Ranered ½ mantal och Svenstorp 1 mantal. År 1822 bildades genom utbrytning av utmarker till Köinge by och Lustorp ett fjärde hemman i Lustorp (1 mantal) som togs upp på 'frihet' i 50 år. Kungl. Maj:t bröt även år 1827 ut kronlägenheten Kullastugan ur från utmarker tillhörigt Lunnagård, som därmed också bildade en egen fastighet.
Länsväg 154 går genom socknen. Väg N 782 går via Svartrå till Ullared och från denna väg viker väg N 781  över byn Domarp till Stegared i Sibbarps socken. Mitt i samhället korsas vägarna och länsväg N 782 söderut byter därefter namn till väg N 711, vilken fortsätter via Ätrafors till Ljungby.
Köinge järnvägsstation på linjen Limmared–Falkenberg var öppen mellan den 28 september 1894 och den 1 november 1959.
Eleverna från Köinge går i huvudsak i Okome skola, med högstadium på Apelskolan i Ullared.

## Fornlämningar och historia
Från stenåldern finns boplatser, från bronsåldern högar och gravrösen och från järnåldern gravfält. En bronsåldersboplats, på Stommens (Köinge nummer 6) åkrar i anslutning till Köinge, grävdes ut år 1992 när länsväg 154 skulle få en ny sträckning över Högvadsån. Ett av långhusen från denna plats (19 meter långt och nära 9 meter brett), daterat till 800 f.Kr., finns idag (2006) i detalj återuppbyggt i Boarps hembygdspark på Hallandsåsen utanför Båstad. I Björshagen, 300 meter söder om 1992 års utgrävningsplats finns en outgrävd stensättning av bronsålderskaraktär. År 1889 hittades vid plöjning ett stycke av en tjock, rörformig guldhalsring med filigransirater på Stampen (Köinge nummer 4) av drängen Fritjof Hilding. Guldföremålet, som väger 221 gram, daterades till folkvandringstiden (400-550 e.Kr) och förvaras på Historiska museet i Stockholm (inventarienummer 8540). Hittelönen var 675 kronor.
Orten var en tidig knutpunkt då både "Via Regia" och Ätrastigen passerade genom orten. Slaget vid Axtorna utspelade sig inom Köinge socken den 20 oktober 1565.
Köinge JUF:s damlag kvalificerade sig 1971 för spel i Division I (den högsta serien) i volleyboll, där de kom att spela en säsong.

## Namnet
Namnet (1330-talet Könge) kommer från kyrkbyn. Förleden innehåller möjligen kvi(a), 'inhägnad; fålla'. Efterleden är inge, 'inbyggare'.
Uttal är [ɕʏŋːɛ] (lokal dialektal uttalsform) eller [ɕøːŋɛ] ("officiell" uttalsform)

## Befolkningsutveckling
| Befolkningsutvecklingen i Köinge socken 1750–1990                                                       | Befolkningsutvecklingen i Köinge socken 1750–1990 | Befolkningsutvecklingen i Köinge socken 1750–1990 | Befolkningsutvecklingen i Köinge socken 1750–1990 | Befolkningsutvecklingen i Köinge socken 1750–1990 |
| --- | ------------------------------------------------- | ------------------------------------------------- | ------------------------------------------------- | ------------------------------------------------- |
| |                                                   |                                                   |                                                   |                                                   |
| År |                                                   |                                                   | Folkmängd                                         |                                                   |
| 1750 | 1750                                              |                                                   | 289                                               |                                                   |
| 1760 | 1760                                              |                                                   | 329                                               |                                                   |
| 1769 | 1769                                              |                                                   | 357                                               |                                                   |
| 1780 | 1780                                              |                                                   | 370                                               |                                                   |
| 1790 | 1790                                              |                                                   | 360                                               |                                                   |
| 1800 | 1800                                              |                                                   | 370                                               |                                                   |
| 1810 | 1810                                              |                                                   | 373                                               |                                                   |
| 1820 | 1820                                              |                                                   | 388                                               |                                                   |
| 1830 | 1830                                              |                                                   | 400                                               |                                                   |
| 1840 | 1840                                              |                                                   | 439                                               |                                                   |
| 1850 | 1850                                              |                                                   | 559                                               |                                                   |
| 1860 | 1860                                              |                                                   | 551                                               |                                                   |
| 1870 | 1870                                              |                                                   | 654                                               |                                                   |
| 1880 | 1880                                              |                                                   | 668                                               |                                                   |
| 1890 | 1890                                              |                                                   | 602                                               |                                                   |
| 1900 | 1900                                              |                                                   | 590                                               |                                                   |
| 1910 | 1910                                              |                                                   | 543                                               |                                                   |
| 1920 | 1920                                              |                                                   | 574                                               |                                                   |
| 1930 | 1930                                              |                                                   | 584                                               |                                                   |
| 1940 | 1940                                              |                                                   | 527                                               |                                                   |
| 1950 | 1950                                              |                                                   | 568                                               |                                                   |
| 1960 | 1960                                              |                                                   | 511                                               |                                                   |
| 1970 | 1970                                              |                                                   | 453                                               |                                                   |
| 1980 | 1980                                              |                                                   | 427                                               |                                                   |
| 1990 | 1990                                              |                                                   | 440                                               |                                                   |
| Anm: Källor: Umeå universitet - Tabellverket 1749-1859, Demografiska databasen, CEDAR, Umeå universitet |                                                   |                                                   |                                                   |                                                   |

## Kända personer med anknytning till Köinge
- Petter Stenberg (1821–1913) , svensk gravör och ryktbar förfalskare.
- Carl Bengtsson (1874–1942), svensk politiker och riksdagsledamot
- Göran Karlsson (1939–2004), svensk affärsman och mannen bakom Gekås, bodde under senare delen av sitt liv på orten.
- Henrik Håkansson (född 1968), svensk konstnär bosatt i Köinge.